# Алем, Леандро Нисефоро
Леандро Нисефоро Алем (настоящая фамилия — Ален) (исп. Leandro Nicéforo Alem; 11 марта 1841, Буэнос-Айрес — 1 июля 1896, там же) — аргентинский политик, общественный деятель, сенатор, лидер радикальной партии Revolución del Parquе (в 1890) и основатель партии Гражданский союз (позже на её базе сформировалась новая партия Гражданский радикальный союз).

## Биография
Его отцом был Леандро Антонио Ален — один из лидеров «охранки» (Тайной полиции) Росаса — «масорки», устроившей кровавый террор в стране в середине XIX века. Впоследствии, из-за нежелания ассоциирования с отцом, он сменил одну букву в фамилии.
Брат Леандро Алема.
Дядя и наставник Президента Аргентины Иполито Иригойена.
После казни отца, семья оказалась в нищете.
В молодости поступил в армию в качестве добровольца. Принял участие в сражениях Гражданских войн в Аргентине и Парагвайской войне. Получил звание капитана, был ранен.
Затем изучал право в Университете Буэнос-Айреса. В 1868 году вступил в Автономистскую партию Адольфо Альсины.
В качестве идеолога радикализма сформулировал положения о связи морали с политикой, что означало нравственные санкции конституционного строя и отвечало потребности выработать либерально-демократический тип политической культуры.
Дважды избирался членом Палаты депутатов Аргентины от провинции Буэнос-Айрес и дважды — сенатором страны.
В 1890 и 1893 годах принимал участие в организации неудачных вооруженных восстаний против конституционного правительства Аргентины.
После неудачного восстания в 1893 году многие сторонники покинули его. Чувствуя себя разочарованным и преданным в 1896 году совершил самоубийство. Похоронен на кладбище Реколета.

## Память
В честь Алема названы два города в Аргентине, Леандро-Н.Алем в одноименном департаменте (Леандро-Н.Алем) в провинции Мисьонес и Леандро Н. Алем в провинции Буэнос-Айрес; парк в Росарио, где установлен памятник Алему, несколько улиц (Авенида Леандро Н. Алем) и площадей, столичная станция метро, футбольный клуб и др.